# Bob Holmes (labdarúgó)
Robert Holmes (Preston, Lancashire, 1867. június 23. – 1955. november 15.) egykori angol válogatott labdarúgó, hátvéd, majd edző.

## Pályafutása

### Játékosként
Robert Holmes szülővárosában, a Preston Olympicben kezdett el futballozni, majd később a Preston North End labdarúgója lett. Utóbbi csapattal két angol bajnoki címet (1889, 1890) és egy FA-kupa győzelmet (1889) szerzett, valamint háromszáz bajnoki mérkőzésen egy gólt szerzett. Az angol válogatottban 1888 és 1895 között hét alkalommal lépett pályára.

#### Mérkőzései az angol válogatottban
| #  | Dátum             | Ellenfél       | Eredmény | Kiírás              | Esemény |
| -- | ----------------- | -------------- | -------- | ------------------- | ------- |
| 1. | 1888. április 7.  | Észak-Írország | 5 – 1    | barátságos mérkőzés |         |
| 2. | 1891. április 4.  | Skócia         | 2 – 1    | barátságos mérkőzés |         |
| 3. | 1892. április 2.  | Skócia         | 4 – 1    | barátságos mérkőzés |         |
| 4. | 1893. március 13. | Wales          | 6 – 0    | barátságos mérkőzés |         |
| 5. | 1893. április 1.  | Skócia         | 5 – 2    | barátságos mérkőzés |         |
| 6. | 1894. március 3.  | Észak-Írország | 2 – 2    | barátságos mérkőzés |         |
| 7. | 1895. március 9.  | Észak-Írország | 9 – 0    | barátságos mérkőzés |         |

### Edzőként
Holmes 1909 és 1913 között a Blackburn Rovers edzője volt, a csapattal 1912-ben angol bajnoki címet nyert. Az 1913–1914-es szezonban az MTK trénere volt, a csapattal bajnokságot és kupát nyert.

## Sikerei, díjai

### Játékosként
Preston North End:
- Angol bajnok: 1888-89, 1889-90
- FA-kupa győztes: 1889

### Edzőként
Blackburn Rovers:
- Angol bajnok: 1911-12

MTK:
- Magyar bajnok: 1913–14
- Magyar kupagyőztes: 1914

## Fordítás
- Ez a szócikk részben vagy egészben  a   Bob Holmes (footballer) című angol Wikipédia-szócikk fordításán alapul.  Az eredeti cikk szerkesztőit annak laptörténete sorolja fel. Ez a jelzés csupán a megfogalmazás eredetét és a szerzői jogokat jelzi, nem szolgál a cikkben szereplő információk forrásmegjelöléseként.